# Нижня щитоподібна вена
Нижня щитоподібна вена (лат. v. thyreoida inferior) — це кровоносна судина, в яку надходить венозна кров з непарного щитоподібного сплетення.

## Анатомія
Нижня щитоподібна вена походить від венозного сплетення, що формують декілька вен, що дренують нижні відділи щитоподібної залози та в яке також вливаються також вени тимуса, гортані, трахеї і стравоходу. Нижня щитоподібна вена розташована спереду від трахеї та ззаду від груднино-щитоподібного м'яза.
Відходячи від щитоподібного венозного сплетення, ліва нижня щитоподібна вена впадає в ліву плечеголовну вену, а права йде косо, вниз та латерально, впадаючи в праву плечеголовну вену, практично в місці комунікації з верхньою порожнистою веною.

## Клінічне значення
При оперативних втручаннях на щитоподібній залозі (тиреоїдектомія, гемітиреоїдектомія або резекція верхнього полюсу) виконується пересічення та перев'язка цієї вени.